# Satyrus variegata
Satyrus variegata är en fjärilsart som beskrevs av Holik 1949. Satyrus variegata ingår i släktet Satyrus och familjen praktfjärilar. Inga underarter finns listade.